# Groupe Crit
 (mars 2021).
Si vous disposez d'ouvrages ou d'articles de référence ou si vous connaissez des sites web de qualité traitant du thème abordé ici, merci de compléter l'article en donnant les références utiles à sa vérifiabilité et en les liant à la section « Notes et références ».
Le groupe Crit est essentiellement une entreprise de travail temporaire, mais développe également une activité d'assistance aéroportuaire. Elle est cotée à la bourse de Paris.

## Présentation
La famille possèdent près des 3/4 des parts de l'entreprise, composée d'un réseau de plus de 500 agences dans le monde.
L'entreprise est présente en France mais aussi dans d'autres pays d'Europe.

## Historique et activité
En 1962, Claude Guedj fonde un bureau d'études et de calculs pour les entreprises positionnées dans les secteurs de l’électrique, de la mécanique et de l’informatique. L'acronyme CRIT signifie : Centre de Recherche Industriel et Technologique. La société se diversifie en s'adressant à d'autres secteurs d'activités et auprès de diverses entreprises, mettant ainsi en place un nouveau service de mise à disposition de travailleurs temporaires.
En 1972, parallèlement aux activités de maintenance industrielle, CRIT crée un pôle dédié au travail par intérim. Le groupe est introduit à la Bourse de Paris en 1999. Il se renforce dans le domaine de l'assistance aéroportuaire avec le rachat de CityJet Handling en Irlande.
En 2001, CRIT rachete le leader européen du secteur Groupe Europe Handling et s'empare du numéro quatre français de l'intérim, EURISTT. Une filiale en Suisse est créée, et l'activité est renforcée à l'international, notamment en Allemagne et en Espagne, puis aux États-Unis en 2011.
En 2022, le groupe Crit est n°1 de l'assistance aéroportuaire en France et figure dans le Top 10 mondial du secteur. Cette même année, l'entreprise annonce la nomination de Nathalie Jaoui au poste de PDG du groupe,.
En 2023, l'entreprise fait l'acquisition de OKJob,. En décembre de la même année, le groupe suspend sa cotation à la Bourse de Paris jusqu'à nouvel ordre. Le même mois, l'entreprise fait l'acquisition de la majorité des parts du milanais Openjobmetis, à hauteur de 57,7 % du capital.

## Actionnaires
| Nom                           | Actions   | %      |
| Yvonne Guedj                  | 5 445 332 | 48,40% |
| Nathalie Jaoui                | 1 063 673 | 9,45%  |
| Karine Guedj                  | 952 352   | 8,46%  |
| Fanny Guedj                   | 922 518   | 8,20%  |
| Eximium SAS                   | 897 563   | 7,97%  |
| Amiral Gestion SA             | 277 915   | 2,47%  |
| Canaccord Genuity Wealth Ltd. | 93 068    | 0,82%  |
| HC Capital Advisors GmbH      | 62 231    | 0,55%  |
| Independance AM SICAV         | 62 000    | 0,55%  |
| Kirao SAS                     | 44 809    | 0,39%  |

Mise à jour le 26 décembre 2024.